# Avenida Larraín
La avenida Larraín es una arteria vial de Santiago de Chile que se extiende desde las avenidas Ossa-Américo Vespucio (como continuación natural de Irarrázaval), en el barrio Plaza Egaña, hasta Tobalaba. Antes continuaba hasta la precordillera, pero el tramo que va desde el canal San Carlos en Tobalaba hasta el fin de esta vía, en el hogar de niñas Las Creches, fue rebautizado en 2014 como avenida Alcalde Fernando Castillo Velasco de acuerdo con el decreto alcaldicio n.º 1448 de la Municipalidad de La Reina.

## Características
Larraín es continuación natural hacia el oriente de la avenida Irarrázaval y nace en la esquina con la avenida Ossa, punto neurálgico donde se encuentra la la estación Plaza Egaña del metro de Santiago y el centro comercial homónimo. 
Además de numerosos comercios, en la avenida hay restaurantes, colegios (como el Larraín o la Escuela Especial de Desarrollo), la clínica veterinaria Alemana, una oficina de correos, un supermercado Santa Isabel; las calles que dan a Larraín son áreas residenciales. En su entorno se encuentra la casa museo Michoacán de Los Guindos (avenida Lynch Norte n.º 164), donde la artista visual Delia del Carril vivió con el poeta Pablo Neruda.
Debe su nombre a la familia Larraín, que era dueña de la chacra de Tobalaba, en cuyos terrenos se emplazaba la actual comuna de La Reina, nombre que derivaría del citado apellido.